# Dictyopeltis vulgaris
Dictyopeltis vulgaris är en svampart som först beskrevs av Marjan Raciborski, och fick sitt nu gällande namn av Ferdinand Theissen 1913. Dictyopeltis vulgaris ingår i släktet Dictyopeltis och familjen Micropeltidaceae.   Inga underarter finns listade i Catalogue of Life.